# Opéra de Min

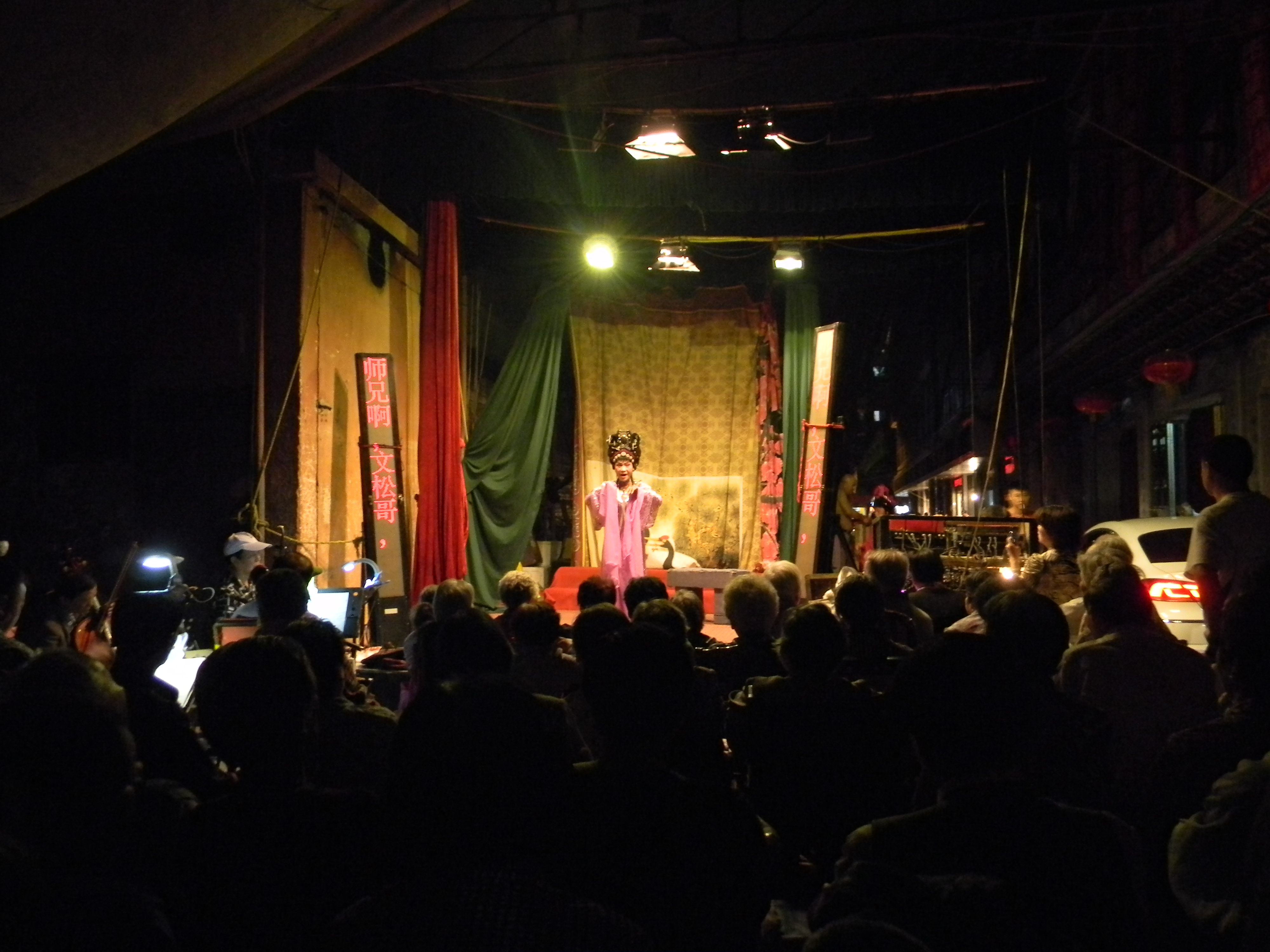
Opéra de Min

L'opéra de Min (chinois simplifié : 闽剧 ; chinois traditionnel : 閩劇 ; pinyin : Mǐn jù ; pe̍h-ōe-jī : Ban-kiok), également appelé Drame de Fuzhou drama (chinois : 福州戲 ; pinyin : Fúzhōu xì ; pe̍h-ōe-jī : Hok-chiu-hi), est un des principaux genre d'opéra chinois originaire de la province du Fujian. Il rencontre une grande popularité à Fuzhou, au cente, à l'est et au nord du Fujian où le dialecte de Fuzhou est parlé, mais également à Taïwan et dans les archipels malais. Après avoir évolué pendant 300 ans, l'opéra de Min a été fixé au début du XXe siècle.
Une variété d'opéra de Min appelée opéra de Beilu (également appelé Luantan) est populaire dans la région de Mindong, dans le xian de Shouning, près du Zhejiang.